# 내부 마케도니아 혁명 기구

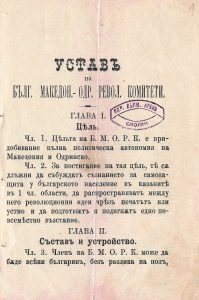
불가리아어로 작성된 불가리아-마케도니아-아드리아노폴리스 혁명위원회의 1896년판 규정

내부 마케도니아 혁명 기구(불가리아어: Вътрешна македонска революционна организация 버트레슈나 마케돈스카 레볼류치온나 오르가니자치야, 마케도니아어: Внатрешна Македонска Револуционерна Организација 브나트레슈나 마케돈스카 레볼루치오네르나 오르가니자치야, 약칭 VMRO, ВМРО)는 19세기 말부터 20세기 초반 사이에 오스만 제국의 지배를 받고 있던 마케도니아, 트라키아 지방의 해방을 위해 결성된 민족주의 조직이다.

## 오스만 제국 시대
1893년 오스만 제국의 지배를 받고 있던 테살로니키에서 설립된 마케도니아인 혁명 기구가 전신이다. 이 조직은 나중에 불가리아인이 다수를 차지하게 된다. 이 조직은 마케도니아를 독립된 영역으로 간주하며 마케도니아의 주민들은 민족에 관계 없이 마케도니아인이라고 불러야 한다고 주장했다.
혁명 기구의 설립자 가운데 하나인 흐리스토 타타르체프(Hristo Tatarchev)의 기록에 따르면 최초의 조직 이름은 마케도니아 혁명 기구라고 한다. 마케도니아 혁명 기구는 설립 당시에 5개의 기본 원칙을 마련했다.
1. 혁명 기구는 마케도니아에서 조직되고 활동해야 한다. 그리스인, 세르비아인은 혁명 기구를 불가리아 정부의 도구로 삼을 수 없다.
2. 혁명 기구의 설립자는 마케도니아에 거주하는 주민이어야 한다.
3. 혁명 기구의 정치 목표는 마케도니아의 자치여야 한다.
4. 혁명 기구는 비밀로 독립한 것이 다른 독립 국가 정부와의 관련성이 없어야 한다.
5. 불가리아, 불가리아 사회에 거주하는 마케도니아인의 이민은 마케도니아의 혁명 투쟁에 대한 정신적, 물적 지원만 부여해야 한다.

1896년 또는 1897년에는 불가리아-마케도니아-아드리아노폴리스 혁명위원회라는 비공식 명칭으로 활동했다. 1903년에는 오스만 제국의 지배에 대항하기 위해 일린덴 봉기를 일으키면서 크루셰보 공화국의 성립을 선포했다. 이 조직은 1905년에 내부 마케도니아-아드리아노폴리스 혁명단이라는 이름으로 바꿨다. 제1차 세계 대전이 진행 중이던 1915년부터 1918년 사이에 불가리아가 마케도니아를 점령하면서 소멸되었다.

## 전간기
제1차 세계 대전의 종전과 함께 체결된 뇌이 조약에 따라 불가리아는 마케도니아, 트라키아를 상실했으며 혁명 기구 또한 내부 트라키아 혁명 기구, 내부 마케도니아 혁명 기구로 나뉘게 된다. 내부 트라키아 혁명 기구는 1922년부터 1934년 사이에 그리스에 편입된 서부 트라키아, 스트루마강, 로도피산맥을 거점으로 삼아서 활동했다.
1920년에 설립된 내부 마케도니아 혁명 기구는 위성 조직인 내부 서부 실지 혁명 기구를 설립했다. 이 단체는 불가리아에서 유고슬라비아 왕국으로 편입된 디미트로브그라드, 보실레그라드를 거점으로 삼아서 활동했다. 1923년에는 그리스, 유고슬라비아와의 화해를 추구하던 불가리아의 알렉산더르 스탐볼리스키 총리를 암살했다.
내부 마케도니아 혁명 기구는 코민테른과의 회담을 통해 마케도니아 혁명 운동과 공산주의 운동 간의 협력 관계 구축, 통일 마케도니아 혁명 운동 구축을 논의했다. 소련은 이러한 계획을 지원하려고 했지만 어떠한 합의를 이뤄내지 못했다. 1925년에는 내부 마케도니아 혁명 기구의 주요 인사들이 살해되면서 좌우 진영 간의 대립이 극에 달하게 된다. 특히 좌파 계열 인사들은 내부 마케도니아 혁명 기구 연합파를 결성하면서 공산주의 단체와의 연계 활동을 전개했다.
이반 미하일로프(Ivan Mihailov)가 내부 마케도니아 혁명 기구의 수장으로 취임한 이후에는 크로아티아의 우스타샤, 이탈리아의 파시즘 정권과의 협력 관계를 구축했다. 1934년 10월 9일에는 내부 마케도니아 혁명 기구에서 활동하던 블라도 체르노젬스키가 프랑스 마르세유에서 유고슬라비아의 알렉산다르 1세 국왕, 프랑스의 루이 바르투 외무장관을 암살했다.

## 제2차 세계 대전
1941년 불가리아는 제2차 세계 대전에서 추축국 진영에 가담했다. 불가리아 군대는 바르다르 마케도니아 지방에 거주하던 대부분의 주민들로부터 "해방군"으로 여겨졌고 내부 마케도니아 혁명 기구의 구성원들은 바르다르 마케도니아의 통치 기구였던 불가리아 활동 위원회에 관여했다.
내부 마케도니아 혁명 기구 연합파는 유고슬라비아 공산주의자 동맹의 방침에 반대하는 불가리아 군대를 점령군으로 여기는 것을 반대했다. 그렇지만 유고슬라비아 공산주의자 동맹이 1943년에 마케도니아 지방에서 반불가리아 저항 운동을 전개하기로 결정하면서 내부 마케도니아 혁명 기구 연합파는 이러한 방침을 포기했다.
1944년 8월 2일에는 내부 마케도니아 혁명 기구 연합파의 구성원들이 세르비아의 프로호르 프친스키 수도원(Prohor Pčinjski)에서 마케도니아 인민 해방 반파시스트의 첫 회의를 개최했다. 이들은 요시프 브로즈 티토에 의해 수립된 유고슬라비아 사회주의 연방공화국의 구성국 가운데 하나인 마케도니아 사회주의 공화국의 수립에 관여했다.

## 현대의 내부 마케도니아 혁명 기구
불가리아, 유고슬라비아가 사회주의 체제에 들어가면서 있던 내부 마케도니아 혁명 기구의 부활에의 길은 완전히 끊겼다. 그렇지만 사회주의 체제의 종식과 함께 내부 마케도니아 혁명 기구는 불가리아, 북마케도니아에서 정당 형식으로 부활하게 된다. 북마케도니아에서는 내부 마케도니아 혁명 기구-마케도니아 국민통합민주당이, 불가리아에서는 내부 마케도니아 혁명 기구-불가리아 국민운동이 활동하고 있다.

## 같이 보기
- 마케도니아 (지역)
- 트라키아
- 통일 마케도니아